# Lucy Maud Montgomery

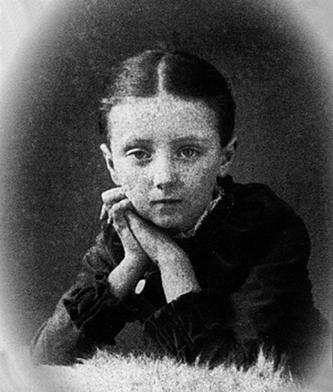
L.M.Montgomery w wieku 10 lat; 1884

Lucy Maud Montgomery (ur. 30 listopada 1874 w Clifton na Wyspie Księcia Edwarda, zm. 24 kwietnia 1942 w Toronto) – kanadyjska pisarka, autorka m.in. cyklu powieściowego Ania z Zielonego Wzgórza.

## Życiorys
Lucy Maud Montgomery (używała jedynie drugiego imienia – Maud) urodziła się 30 listopada 1874 roku w Clifton na Wyspie Księcia Edwarda jako jedyna córka Hugh Johna Montgomery’ego i Clary Woolner Macneill Montgomery. Kiedy miała 21 miesięcy, jej matka zmarła na gruźlicę. Ojciec przeniósł się na zachód Kanady, oddawszy dziecko pod opiekę swoim teściom Alexandrowi Marquis Macneill i Lucy Woolner Macneill, zamieszkałym w rybackiej wiosce Cavendish na Wyspie Księcia Edwarda. Dzieciństwo i młodość (z krótką przerwą na początku lat 90. XIX wieku) przyszła pisarka spędziła z dziadkami. Byli to ludzie o surowych zasadach – nie potrafili okazać wnuczce troski i uczuć. Ostoją dla Maud był Park Corner, dom jej ciotki Annie Macneill Campbell (siostry jej zmarłej matki). Ciotka była dla niej zawsze gościnna; okazywała jej miłość, a jej córki były dla Maud jak rodzone siostry.
Ojciec Maud, który osiadł w miejscowości Prince Albert, ożenił się w kwietniu 1887 roku z Mary Ann McRae. Z tego związku przyszło na świat przyrodnie rodzeństwo Maud, z którym jednak nie utrzymywała bliskich kontaktów. W 1890 roku Maud przeniosła się na zachód, by na ponad rok zamieszkać z rodziną ojca. Zachwycona była podróżą po Kanadzie, a w Prince Albert znalazła wielu nowych przyjaciół. Jednak jej stosunki z macochą były bardzo złe i jedynie miłość do ojca pozwoliła jej przetrwać te kilka miesięcy pod wspólnym dachem. Pobyt w Prince Albert miał także swoje przyjemne strony – w grudniu 1890 roku na łamach ukazującej się na Wyspie Księcia Edwarda gazety „The Patriot” ukazał się drukiem jej wiersz On Cape LeForce.
Po powrocie na Wyspę Księcia Edwarda we wrześniu 1891 roku pisarka ukończyła naukę w szkole powszechnej. W roku 1894 skończyła dwuletni kurs nauczycielski w Prince of Wales College, zaliczywszy wszystkie zajęcia w ciągu jednego roku i uzyskawszy tym samym dyplom nauczycielski pierwszej klasy. W czasie swojej krótkiej kariery nauczycielskiej w latach 1894–1898 pracowała w trzech szkołach: w Bideford, Belmont i Lower Bedeque. W roku akademickim 1895/96 brała udział w zajęciach na Dalhousie University w Halifaksie, będąc tam jedną z niewielu studentek. W tym też okresie otrzymała swoje pierwsze honorarium autorskie.
Gdy pracowała jako nauczycielka w Belmont, zaręczyła się ze swoim kuzynem Edwinem Simpsonem, którego jednak nie darzyła zbyt wielkim uczuciem. W następnym roku szkolnym, kiedy uczyła w Lower Bedeque Maud, wynajmowała mieszkanie u państwa Leardów. Zakochała się wtedy w ich synu – Hermanie. Jednak zdawała sobie sprawę z tego, że Herman, niewykształcony farmer, nie jest dla niej odpowiedni. Poza tym swoją rękę obiecała już innemu. Ta sytuacja stała się przyczyną wielu jej rozterek i Maud długo nie potrafiła zdecydować się, jak powinna postąpić.
W marcu 1898 roku zmarł dziadek Maud. Pisarka powróciła do rodzinnego domu, by zamieszkać razem z babką. W ten sposób zakończył się jej romans z Hermanem Leardem. Niedługo potem zerwała też zaręczyny z Edwinem Simpsonem. Z babką mieszkała przez następne 13 lat (z krótką przerwą); zajmowała się nią do końca jej życia. W latach 1901–1902 przez dziewięć miesięcy pracowała jako korektorka w gazecie „The Daily Echo” w Halifax. Mieszkając w Cavendish nie przestawała pisać – publikowała swoje opowiadania na łamach wielu kanadyjskich gazet. W ten sposób mogła też zarobić na utrzymanie – w roku 1898 zarobiła 96,88 $; kilka lat później, w 1903, jej dochód z pisania wyniósł już około 500 $.
Kiedy Lucy Maud Montgomery mieszkała i pracowała w Cavendish, nawiązała kilka korespondencyjnych przyjaźni. Przez wiele lat wymieniała listy ze starszą pisarką z Massachusetts Lucy Lincoln Montgomery (obie pisarki zbliżyły do siebie podobnie brzmiące nazwiska). Innym z jej wieloletnich korespondentów był nauczyciel i początkujący pisarz Ephraim Weber; pisali do siebie od 1902 roku. Jeszcze innym jej przyjacielem na odległość był młody szkocki dziennikarz George Boyd MacMillan, z którym nawiązała korespondencję w roku 1903 i z którym spotkała się jedynie raz, w sierpniu 1911 roku w czasie swojej podróży poślubnej.
W 1903 roku prezbiteriańskim pastorem w Cavendish został Ewan Macdonald. Maud żywiła do pastora uczucie pozbawione namiętności i pasji, ale zdawała sobie sprawę, że jest to dla niej odpowiednia partia. W roku 1905 Maud zaczęła pisać swoją pierwszą powieść – Anię z Zielonego Wzgórza. Rok później, kiedy Macdonald musiał na rok wyjechać na studia do Edynburga, młodzi zaręczyli się potajemnie. Maud postanowiła nie wychodzić za mąż, dopóki będzie żyła jej babka, którą wciąż się opiekowała. Kiedy Lucy Macneill zmarła w marcu 1911 roku, Ewan Macdonald i Lucy Maud Montgomery wzięli ślub. Miało to miejsce 5 lipca 1911 roku w Park Corner, domu jej ukochanej ciotki Annie Campbell. W podróż poślubną pojechali do Wielkiej Brytanii.

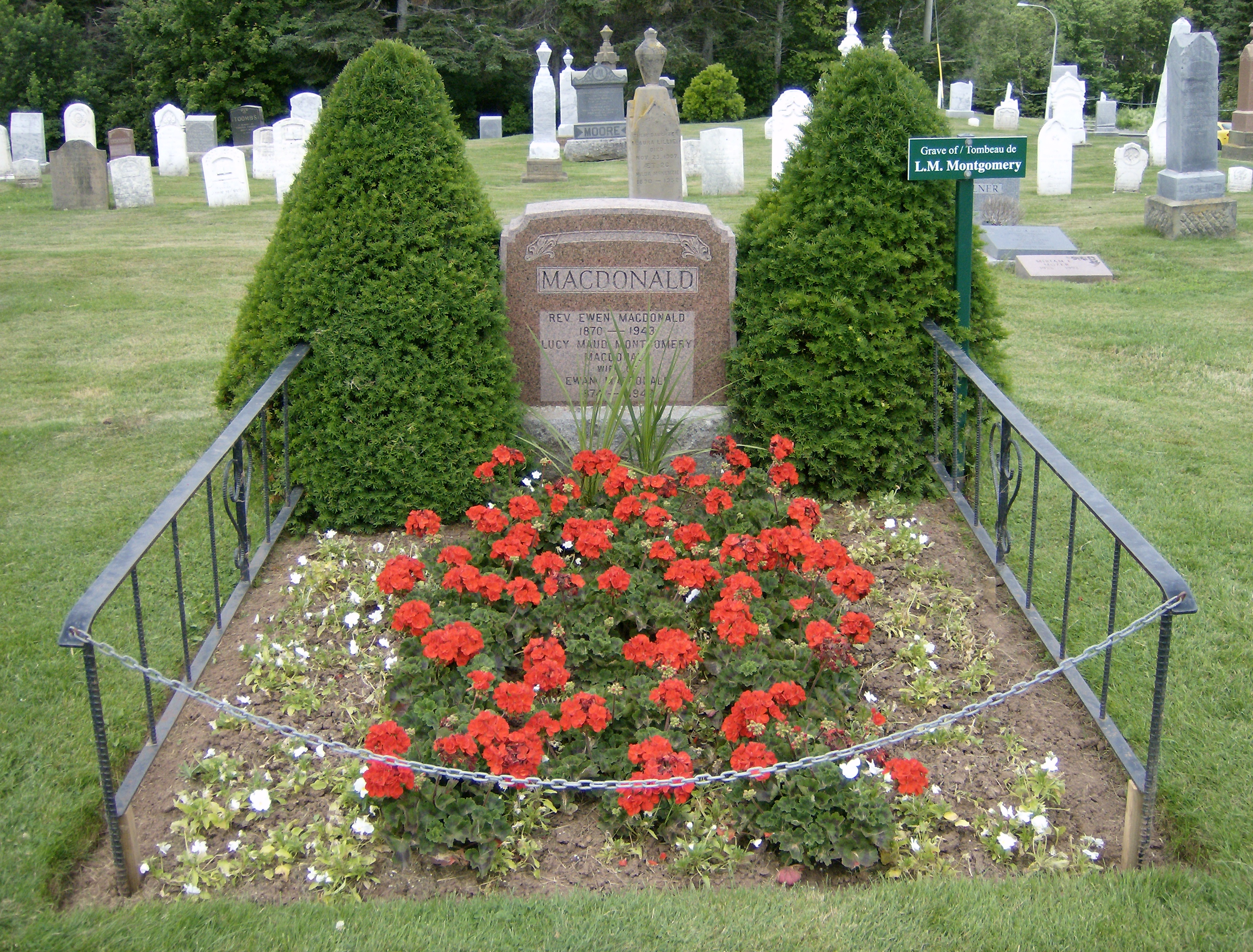
Grób Lucy Maud Montgomery i jej męża na cmentarzu w Cavendish

Po ślubie państwo Macdonald przenieśli się do Leaskdale w Ontario, gdzie Ewan objął obowiązki pastora. Pisarka do końca życia mieszkała poza Wyspą Księcia Edwarda; pojawiała się tam jedynie w czasie wakacji. Maud urodziła trzech synów: Chestera w roku 1912, Hugh (który zmarł po porodzie) w 1914 i Stuarta w 1915. Jako żona pastora zajmowała się prowadzeniem szkółki niedzielnej i innymi sprawami kościoła. Bardzo dużo w tym czasie pisała. Lubiła też zajmować się uprawą ukochanych kwiatów, fotografią, gotowaniem. Swój czas dzieliła pomiędzy wychowanie synów, pracę w kościele i pisanie. Dużo miejsca poświęcała swojemu dziennikowi, na którego karty przelewała swoje troski i zmartwienia: rozpacz z powodu śmierci synka, ból po stracie ukochanej kuzynki Frede Campbell, rozterki związane z depresją jej męża. W głębi duszy czuła się samotna, toteż pisała: Tylko samotni ludzie piszą pamiętniki. W roku 1926 Macdonaldowie przenieśli się do Norval w Ontario, gdzie mieszkali do roku 1935, kiedy to Ewan Macdonald zrezygnował z bycia pastorem. Przenieśli się wówczas do Toronto, by być bliżej synów.
Lucy Maud Montgomery zmarła w Toronto 24 kwietnia roku 1942; jej mąż zmarł w listopadzie następnego roku. Pisarka została pochowana na cmentarzu w Cavendish, niedaleko jej rodzinnego domu.

## Odznaczenia i wyróżnienia

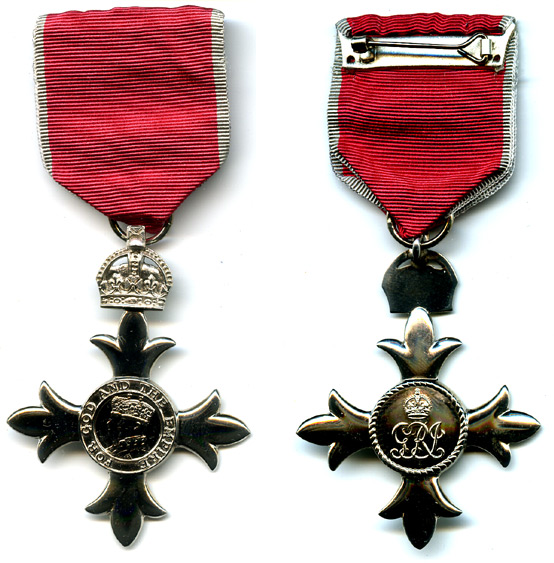
Order Imperium Brytyjskiego

- 1923: jako pierwsza kobieta w historii Kanady została wybrana członkinią brytyjskiego Królewskiego Towarzystwa Sztuk Pięknych (Royal Society of Arts).
- 1935: odznaczona Orderem Imperium Brytyjskiego
- 1935: została członkinią Instytutu Literatów i Artystów we Francji[8].
- 1943: została uznana w Kanadzie za „osobę o znaczeniu narodowym i historycznym”.

## Twórczość Lucy Montgomery
Poniżej podano bibliografię utworów pisarki według roku wydania oryginału, z tytułem polskiego wydania (lub angielskiego, jeśli polskiego nie było).

### Powieści
- 1908: Ania z Zielonego Wzgórza (cz. 1 serii o Ani)
- 1909: Ania z Avonlea (cz. 2 serii o Ani)
- 1910: Dziewczę z sadu (inne tytuły: Kilmeny ze starego sadu, Kilmeny z kwitnącego sadu)
- 1911: Historynka (Historynka, cz. 1) (inny tytuł: Wakacje na starej farmie)
- 1913: Złocista droga (Historynka, cz. 2) (inny tytuł: Złoty gościniec)
- 1915: Ania na Uniwersytecie (cz. 3 serii o Ani)
- 1917: Wymarzony dom Ani (cz. 5 serii o Ani)
- 1919: Dolina Tęczy (cz. 7 serii o Ani)
- 1921: Rilla ze Złotego Brzegu (cz. 8 serii o Ani)
- 1923: Emilka ze Srebrnego Nowiu (cz. 1 serii o Emilce) (inny tytuł: Emilka z Księżycowego Nowiu)
- 1925: Emilka dojrzewa (cz. 2 serii o Emilce) (inne tytuły: Emilka dorasta, Emilka szuka swojej gwiazdy)
- 1926: Błękitny zamek
- 1927: Emilka na falach życia (cz. 3 serii o Emilce) (inne tytuły: Emilka szuka szczęścia, Dorosłe życie Emilki)
- 1929: Czarodziejski świat Marigold (inny tytuł: Czary Marigold)
- 1931: W pajęczynie życia (inny tytuł: Dzban ciotki Becky)
- 1933: Pat ze Srebrnego Gaju (cz. 1 serii o Pat)
- 1935: Pani na Srebrnym Gaju (cz. 2 serii o Pat) (inny tytuł: Miłość Pat)
- 1936: Ania z Szumiących Topoli (cz. 4 serii o Ani) (inny tytuł: Ania z Szumiących Wierzb)
- 1937: Jana ze Wzgórza Latarni (inne tytuły: Jane z Lantern Hill, Janka z Latarniowego Wzgórza, Jane ze Wzgórza Latarni)
- 1939: Ania ze Złotego Brzegu (cz. 6 serii o Ani)

### Zbiory opowiadań
Za życia pisarki ukazały się dwa pierwsze zbiory. Kolejny, wydany w 1974, obok już znanych zawierał w większości utwory niepublikowane i odnalezione przez jej syna, Stuarta MacDonalda. Wszystkie następne zbiory zawierały opowiadania wyłącznie znane, publikowane oddzielnie, m.in. w czasopismach:
- 1912: Opowieści z Avonlea
- 1920: Pożegnanie z Avonlea
- 1974: Spełnione marzenia (cz. 9 serii o Ani, wersja niepełna)
- 1979: Panna młoda czeka
- 1988: Takie jak Ania
- 1989: Zapach wiatru (Ślady na piasku)
- 1990: Biała magia
- 1991: After Many Days: Tales of Time Passed
- 1993: Against the Odds: Tales of Achievement
- 1994: At the Altar: Matrimonial Tales
- 1995: Święta z Anią i inne opowiadania na Boże Narodzenie
- 1995: Across the Miles: Tales of Correspondence
- 2009: Ania z Wyspy Księcia Edwarda (cz. 9 serii o Ani, uzupełniona o brakujące strony wersji wydanej w 1974 r. książki Spełnione marzenia)

### Autobiografia i pamiętniki
- 1917: Alpejska ścieżka. Historia mojej kariery
- 1985: The Selected Journals of L.M. Montgomery, Vol. I (w Polsce wydany jako: Krajobraz dzieciństwa i Uwięziona dusza – 1996 r.)
- 1987 The Selected Journals of L.M. Montgomery, Vol. II
- 1993: The Selected Journals of L.M. Montgomery, Vol. III
- 1998: The Selected Journals of L.M. Montgomery, Vol. IV
- 2004: The Selected Journals of L.M. Montgomery, Vol. V